# UbiArt Framework
UbiArt Framework — пропрієтарний 2.5D ігровий рушій, розроблений компанією Ubisoft Montpellier. Він може бути використаний для анімації будь-якого типу зображень і таким чином, інтегрований безпосередньо у відеогру, без великого кодування.

## Історія розробки
У 2010 році Ubisoft анонсувала Rayman Origins, спочатку епізодичну відеогру, спроєктований Мішелем Анселем і яку розробляла невелика команда з п'яти осіб, але було оголошено, що вона перетворилася на повноцінну гру. Рушій назвали UbiArt Framework, оскільки розроблений компаніями Ubisoft Montpellier та Ancel. UbiArt — це платформа для розробників, яка дозволяє художникам та аніматорам легко створювати контент та використовувати його в інтерактивному середовищі. Рушій оптимізований під роздільну здатність HD і здатний запускати ігри з частотою 60 кадрів в секунду, 1080p.
Ансель висловив бажання, щоб фреймворк був доступним для розробки ігор будь-ким, проте жодного відкритого випуску або варіанту ліцензування не було надано.
9 квітня 2019 року в інтерв'ю IGN Івес пояснив, чому рушій не використовується так, як планувалося спочатку, через те, що «інструменти були складними у використанні». План полягав у тому, щоб поширювати рушій іншим студіям, причому Ґіллмот сказав, що «в якийсь момент ми хотіли роздати їх усім [в Ubisoft]». Однак, вони вирішили не робити цього, оскільки потрібно було «провести багато часу з великою кількістю людей, щоб дійсно допомогти їм користуватися рушієм». Але він все ще у розробці, як пояснив Ґіллмот: «Він все ще там, і ви побачите ще інші технології, що використовують його, але він не є таким домінантним, як раніше», тобто рушій не був забутий.

## Ігри, розроблені на UbiArt Framework
| Рік  | Назва                                          | Платформи | Платформи | Платформи | Платформи | Платформи | Платформи | Платформи | Платформи | Платформи | Платформи | Платформи | Платформи | Платформи | Платформи | Платформи | Платформи |
| Рік  | Назва                                          | PS3       | PSVita    | PS4       | PS5       | Wii       | 3DS       | Wii U     | NS        | Win       | X360      | XONE      | XSX/S     | IOS       | Android   | OS X      | Stadia    |
| ---- | ---------------------------------------------- | --------- | --------- | --------- | --------- | --------- | --------- | --------- | --------- | --------- | --------- | --------- | --------- | --------- | --------- | --------- | --------- |
| 2011 | Rayman Origins                                 | Так       | Так       | Ні        | Ні        | Так       | Так       | Ні        | Ні        | Так       | Так       | Ні        | Ні        | Ні        | Ні        | Так       | Ні        |
| 2012 | Rayman Jungle Run                              | Ні        | Ні        | Ні        | Ні        | Ні        | Ні        | Ні        | Ні        | Так       | Ні        | Ні        | Ні        | Так       | Так       | Ні        | Ні        |
| 2013 | Rayman Legends Challenge App                   | Ні        | Ні        | Ні        | Ні        | Ні        | Ні        | Так       | Ні        | Ні        | Ні        | Ні        | Ні        | Ні        | Ні        | Ні        | Ні        |
| 2013 | Rayman Legends                                 | Так       | Так       | Так       | Ні        | Ні        | Ні        | Так       | Так       | Так       | Так       | Так       | Ні        | Ні        | Ні        | Ні        | Так       |
| 2013 | Rayman Fiesta Run                              | Ні        | Ні        | Ні        | Ні        | Ні        | Ні        | Ні        | Ні        | Ні        | Ні        | Ні        | Ні        | Так       | Так       | Ні        | Ні        |
| 2013 | Just Dance 2014                                | Так       | Ні        | Так       | Ні        | Так       | Ні        | Так       | Ні        | Ні        | Так       | Так       | Ні        | Ні        | Ні        | Ні        | Ні        |
| 2014 | Child of Light                                 | Так       | Так       | Так       | Ні        | Ні        | Ні        | Так       | Так       | Так       | Так       | Так       | Ні        | Ні        | Ні        | Ні        | Так       |
| 2014 | Valiant Hearts: The Great War                  | Так       | Ні        | Так       | Ні        | Ні        | Ні        | Ні        | Так       | Так       | Так       | Так       | Ні        | Так       | Так       | Ні        | Ні        |
| 2014 | Just Dance Wii U                               | Ні        | Ні        | Ні        | Ні        | Ні        | Ні        | Так       | Ні        | Ні        | Ні        | Ні        | Ні        | Ні        | Ні        | Ні        | Ні        |
| 2014 | Just Dance 2015                                | Так       | Ні        | Так       | Ні        | Так       | Ні        | Так       | Ні        | Ні        | Так       | Так       | Ні        | Ні        | Ні        | Ні        | Ні        |
| 2015 | Gravity Falls: Legend of the Gnome Gemulets    | Ні        | Ні        | Ні        | Ні        | Ні        | Так       | Ні        | Ні        | Ні        | Ні        | Ні        | Ні        | Ні        | Ні        | Ні        | Ні        |
| 2015 | Rayman Adventures                              | Ні        | Ні        | Ні        | Ні        | Ні        | Ні        | Ні        | Ні        | Ні        | Ні        | Ні        | Ні        | Так       | Так       | Ні        | Ні        |
| 2015 | Just Dance 2016                                | Так       | Ні        | Так       | Ні        | Так       | Ні        | Так       | Ні        | Ні        | Так       | Так       | Ні        | Ні        | Ні        | Ні        | Ні        |
| 2015 | Yo-kai Watch Dance: Just Dance Special Version | Ні        | Ні        | Ні        | Ні        | Ні        | Ні        | Так       | Ні        | Ні        | Ні        | Ні        | Ні        | Ні        | Ні        | Ні        | Ні        |
| 2016 | Just Dance 2017                                | Так       | Ні        | Так       | Ні        | Так       | Ні        | Так       | Так       | Так       | Так       | Так       | Ні        | Ні        | Ні        | Так       | Ні        |
| 2017 | Just Dance 2018                                | Так       | Ні        | Так       | Ні        | Так       | Ні        | Так       | Так       | Ні        | Так       | Так       | Ні        | Ні        | Ні        | Ні        | Ні        |
| 2018 | Just Dance 2019                                | Ні        | Ні        | Так       | Ні        | Так       | Ні        | Так       | Так       | Ні        | Так       | Так       | Ні        | Ні        | Ні        | Ні        | Ні        |
| 2019 | Rayman Mini                                    | Ні        | Ні        | Ні        | Ні        | Ні        | Ні        | Ні        | Ні        | Ні        | Ні        | Ні        | Ні        | Так       | Ні        | Так       | Ні        |
| 2019 | Just Dance 2020                                | Ні        | Ні        | Так       | Ні        | Так       | Ні        | Ні        | Так       | Ні        | Ні        | Так       | Ні        | Ні        | Ні        | Ні        | Так       |
| 2020 | Just Dance 2021                                | Ні        | Ні        | Так       | Так       | Ні        | Ні        | Ні        | Так       | Ні        | Ні        | Так       | Так       | Ні        | Ні        | Ні        | Так       |
| 2021 | Just Dance 2022                                | Ні        | Ні        | Так       | Так       | Ні        | Ні        | Ні        | Так       | Ні        | Ні        | Так       | Так       | Ні        | Ні        | Ні        | Так       |